# جورج کانر (راننده مسابقه)
جورج کانر (انگلیسی: George Connor؛ زادهٔ ۱۶ اوت ۱۹۰۶ در ریالتو، کالیفرنیا، درگذشتهٔ ۲۸ مارس ۲۰۰۱ در هسپریا، کالیفرنیا) رانندهٔ مسابقات اتومبیل‌رانی اهل ایالات متحده آمریکا بود که از فصل ۱۹۵۰ تا ۱۹۵۳ در مجموع در چهار گراند پری از مسابقات جهانی فرمول یک شرکت کرد، اما موفق به کسب هیچ امتیازی نشد.
کانر در ۲۸ مارس ۲۰۰۱ در هسپریا، کالیفرنیا درگذشت.